# Pipe Roll Society
Die Pipe Roll Society ist eine gemeinnützige britische wissenschaftliche Gesellschaft zur Veröffentlichung mittelalterlicher Quellen, besonders Steuerunterlagen aus dem Public Record Office, den sogenannten Pipe Rolls. Sie werden heute in den National Archives in Kew (Surrey) aufbewahrt.
Die Gesellschaft wurde 1883 gegründet und die Veröffentlichungen begannen 1884. Nachdem die Aktivitäten zwischenzeitlich geruht hatten, wurde die Gesellschaft 1923 mit der Historikerin Doris Mary Stenton als Sekretär neu belebt.
Die Gesellschaft hat die Pipe Rolls bis zur Regierungszeit von Heinrich III. veröffentlicht (Stand 2013).